# Oxyopes bifissus
Oxyopes bifissus là một loài nhện trong họ Oxyopidae.
Loài này thuộc chi Oxyopes. Oxyopes bifissus được Frederick Octavius Pickard-Cambridge miêu tả năm 1902.